# 시몬 랑글루아
시몬 랑글루아(프랑스어: Simone Langlois, 1932년 11월 22일 ~ )는 파리 태생의 여성가수이다. 집이 가난하여 5세 때부터 피갸르가(街)의 카페에서 노래를 부르며 생활을 유지하였다. 1947년에 장 노앙을 만나 그의 멤버에 참가하였다. 당시 그녀는 에디트 피아프와 꼭 닮은 목소리로 인기가 있었다. 1949년부터 1953년에 걸쳐 한동안 저조(低調)하였으나 1958년에 최초의 음반으로 디스크 대상을 획득, 컴백에 성공하였다.